# Religieuses Hospitalières de Saint-Joseph de Laval
Pour les articles homonymes, voir Hospitalière (homonymie).
Les Religieuses Hospitalières de Saint-Joseph de Laval sont une congrégation religieuse fondée en France en 1636 par Jérôme Le Royer de la Dauversière et Marie de la Ferre, et localisée à Laval.

## Histoire
L'insuffisance des salles de l'hôpital Saint-Julien de Laval déterminent en 1619 à former un établissement sur un plan plus vaste. Les administrateurs achetèrent de Jean Brault les maisons, cours et jardins des Lices du comte de Laval. Ils songent aussi à leur procurer des soins plus dévoués. 
Ils s'adressent pour cela aux religieuses hospitalières de Saint-Joseph, qui desservent l'Hôtel-Dieu de la Flèche, et obtiennent qu'une colonie de leurs sœurs, au nombre de six, vient occuper le nouvel hospice qu'ils élèvent. Un traité est passé entre les sœurs et les maires et échevins de Laval. 
Ce traité est demeuré la base de toutes les relations des religieuses avec l'administration. Des malades sont admis dès 1650 dans une partie des bâtiments nouveaux. En 1670, l'hôpital Saint-Joseph en contenait déjà un plus grand nombre que l'ancienne aumônerie; les secours à domicile sont en conséquence supprimés. Les constructions sont terminées; les religieuses y sont installées depuis le mois de février 1653. 
Un concordat avait été passé avec elles, devant Pierre Briand, notaire à Laval, le 20 juin 1648. D'après ces conventions, les sœurs ne devaient point traiter les personnes atteintes de certaines maladies et notamment de scrofules; cependant cette infirmité était très-répandue à Laval. Le bureau de l'hôpital se détermina à former pour elles un établissement séparé qui fut placé à la Valette. On lui donna le nom d'hôpital Saint-Liboire. On l'appelait aussi l'hôpital des Incurables, quoiqu'il fût destiné spécialement aux scrofuleux.
La duchesse de la Trémoille désire visiter l'hôpital Saint-Joseph et reçoit de l'évêque du Mans une permission écrite d'entrer dans la clôture en 1705. Un grand nombre de personnes veulent y pénétrer avec elle. Il est impossible de s'opposer à l'invasion de 1000 individus environ; hommes et femmes franchissent  le seuil interdit, des violences sont commises et des injures proférées contre les religieuses. La foule parcourt tout le monastère. 
Mgr de la Vergne de Tressan, averti de ce désordre, adresse au clergé et aux fidèles de Laval un Mandement dans lequel il déclare qu'aux termes du concile de Trente, tous ceux qui ont violé la clôture des Hospitalières encourent l'excommunication Enfin, défense est faite aux religieuses d'admettre dans la clôture quelque personne que ce soit, même munie d'une permission épiscopale, que le Mandement déclare nulle et révoquée à l'avenir.
Après la Révolution française, les catholiques prirent à loyer du particulier auquel elle avait été vendue pendant la Révolution, la chapelle du chapitre de Saint-Michel. Au mois de novembre 1801, on rendit aussi au culte la chapelle de l'hôpital de Saint-Joseph, qui avait longtemps servi de salle pour les malades.

## Source
- Étienne-Louis Couanier de Launay, Histoire de Laval (818-1855), Imp. Godbert, 1856, 608 p. [détail des éditions] (lire en ligne)